# Doãn Uẩn
Doãn Uẩn (chữ Hán: 尹蘊, 1795-1850), tự là Nhuận Phủ, Ôn Phủ, hiệu là Nguyệt Giang, Tĩnh Trai, là một danh thần thời Nguyễn, phụng sự ba đời vua liên tiếp: Minh Mạng, Thiệu Trị, Tự Đức. Sinh thời, ông là một trong những trụ cột của triều đình, trấn giữ vùng biên cương tây nam, suốt những năm trị vì của vua Thiệu Trị.

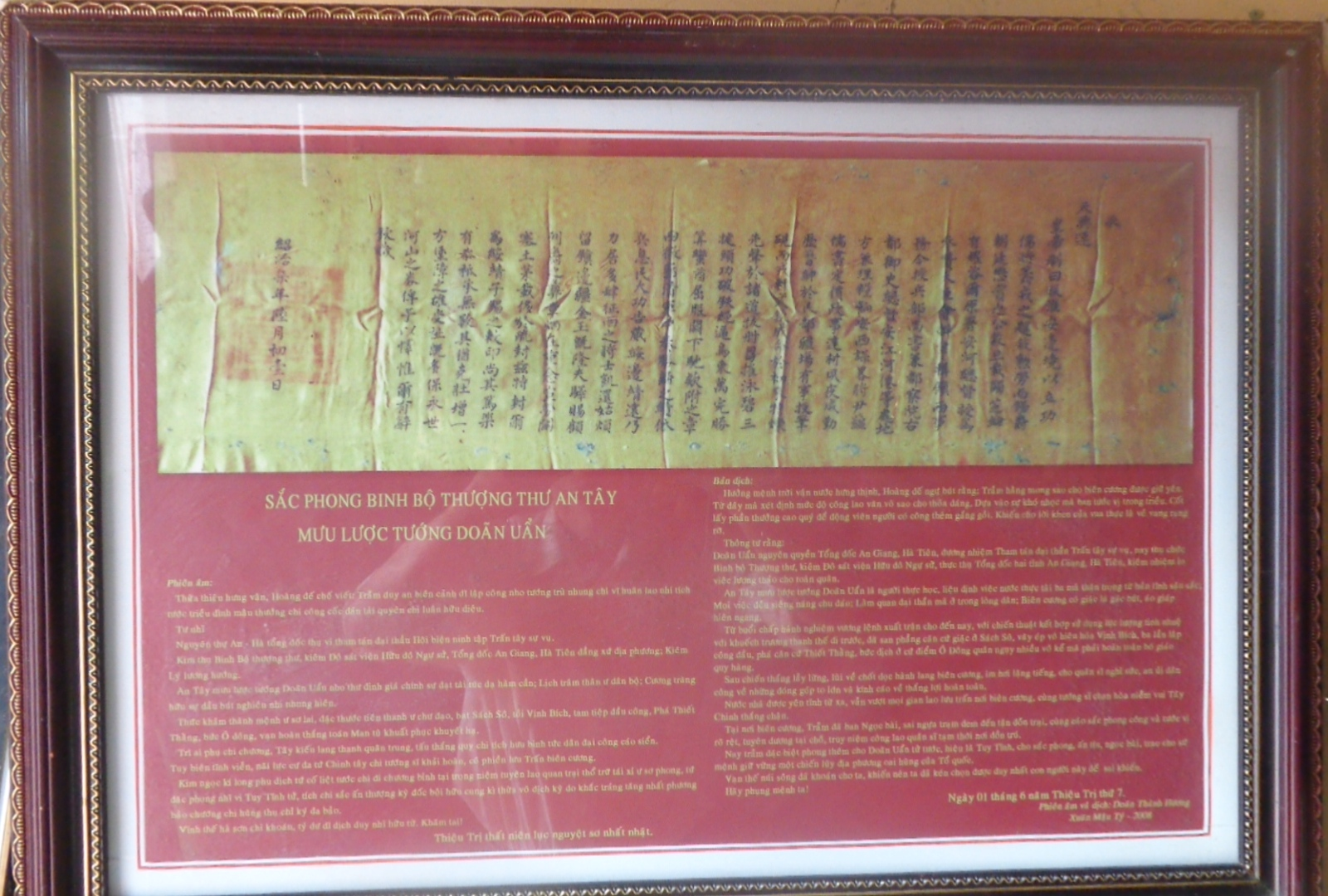
Sắc phong Binh bộ Thượng thư An Tây mưu lược tướng Doãn Uẩn của vua Thiệu Trị ban ngày 15 tháng chín âm lich năm Ất Tỵ (1845).

## Thân thế
Ông tên thật là Doãn Ôn (尹溫), sinh ngày 17 tháng 11 năm Ất Mão (tức 27 tháng 12 năm 1795), tại làng Khê Cầu, tổng Khê Cầu, huyện Thư Trì, phủ Kiến Xương, trấn Sơn Nam Hạ (nay là thôn Khê Cầu, nằm cạnh ngã ba đường tránh quốc lộ 10, thuộc xã Minh Khai, huyện Vũ Thư, tỉnh Thái Bình. Nguyên quán ông tại làng Ngoại Lãng, tổng Vô Ngại, huyện Thư Trì (nay thuộc xã Song Lãng, huyện Vũ Thư, tỉnh Thái Bình. Ông là con cháu đời thứ năm của dòng họ Doãn đất Song Lãng, tính từ Thủy tổ là Doãn Doanh, hiệu Chính Nghị. Đến đời thứ 2, thì một nhánh dời qua cư trú tại làng Khê Cầu. Cha ông là cụ Doãn Đình Dụng, hiệu Lãng Khê, là một danh sĩ thời bấy giờ. Tiến sĩ Doãn Khuê là em họ - con chú ruột - của ông.
Thuở nhỏ, ông được cha và chú bác trong nhà đều là những bậc túc nho, khoa bảng trực tiếp rèn cặp. Năm 19 tuổi, ông theo học Hoàng giáp Bùi Huy Bích. Tháng 9 năm Minh Mạng thứ 9 (Mậu Tý -1828), ông đỗ Cử nhân hạng ưu. Năm sau, ông tiếp tục tham gia thi Hội nhưng không đỗ.

## Sự nghiệp

### Nội chính
Tuy vậy, cuối năm 1829, ông được triều đình bổ chức quan Điểm bạ ở Hàn lâm viện và bắt đầu sự nghiệp quan trường của mình. Hai năm sau, năm 1831, ông được thăng chức Viên ngoại lang bộ Hộ. Cũng trong năm này, ông được vua Minh Mạng đổi tên thành Doãn Uẩn.
Năm 1832, ông được phân giữ chức Lang trung bộ Hộ, đến tháng 11 thì được thăng Tham tri bộ Hộ và thự quyền Án sát Vĩnh Long. Tháng 3 năm 1833, thăng Án sát Vĩnh Long.
Tháng 5 cùng năm, Lê Văn Khôi nổi dậy, giết Tổng đốc An-Biên Nguyễn Văn Quế và Bố chánh Phiên An Bạch Xuân Nguyên, chiếm được thành Phiên An. Tháng 6, quân nổi dậy do Thái Công Triều chỉ huy đã thu phục dễ dàng các thành, trong đó có cả thành Vĩnh Long.
Mặc dù Vĩnh Long thất thủ, ông vẫn chiêu mộ quân sĩ tìm cách thu phục lại tỉnh thành. Sau khi quân triều đình do Tống Phúc Lương, Nguyễn Xuân, Phan Văn Thúy, Trương Minh Giảng và Trần Văn Năng, chỉ huy, gồm thủy bộ binh tượng tiến vào Gia Định đánh Lê Văn Khôi, tháng 8 năm đó, ông cùng quân sĩ bản bộ thu phục lại được thành Vĩnh Long, sau đó cùng quân triều đình tập trung về Phiên An để tấn công quân Lê Văn Khôi.

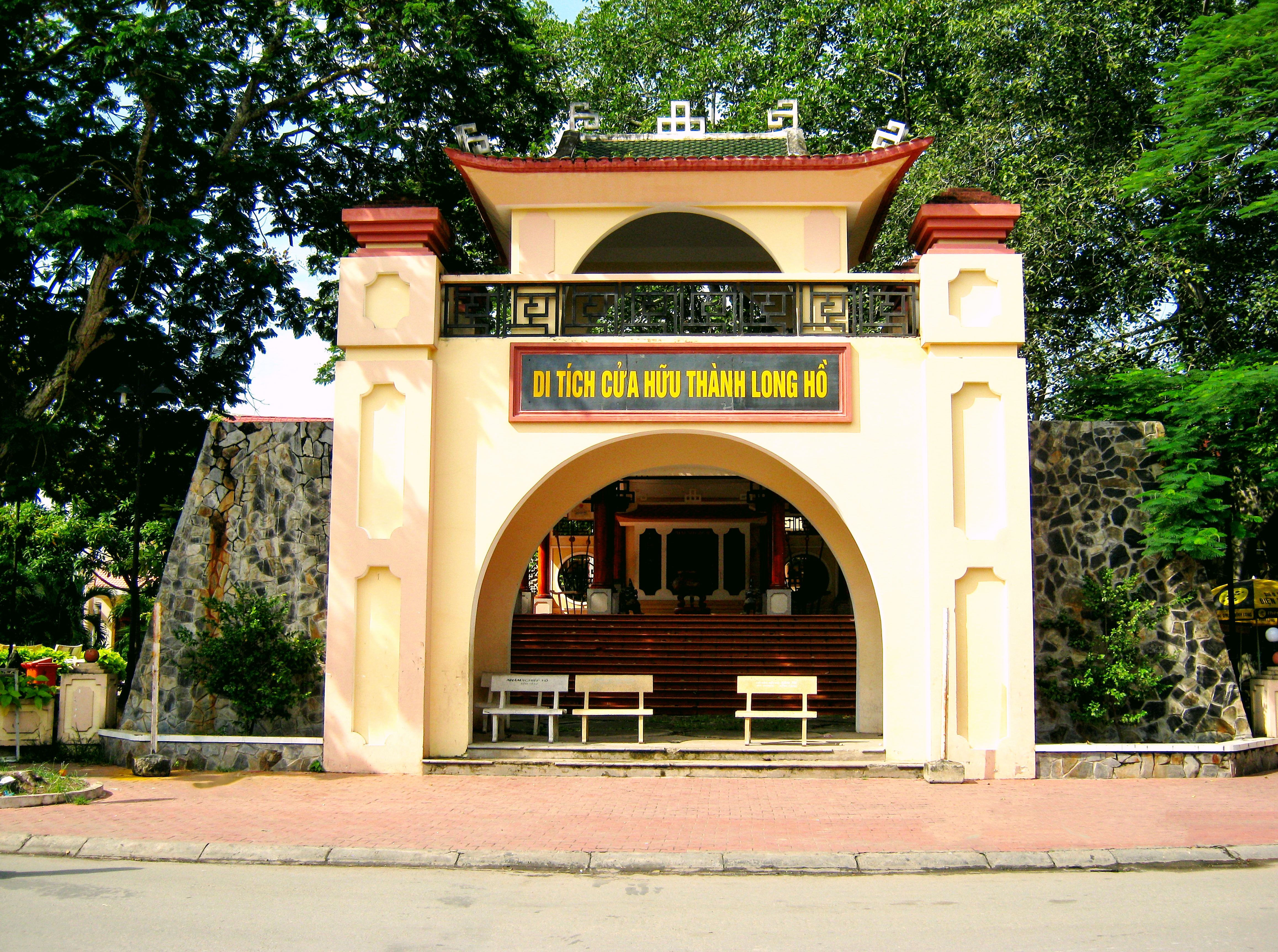
Cửa Hữu thành Vĩnh Long (phục dựng để kỷ niệm).

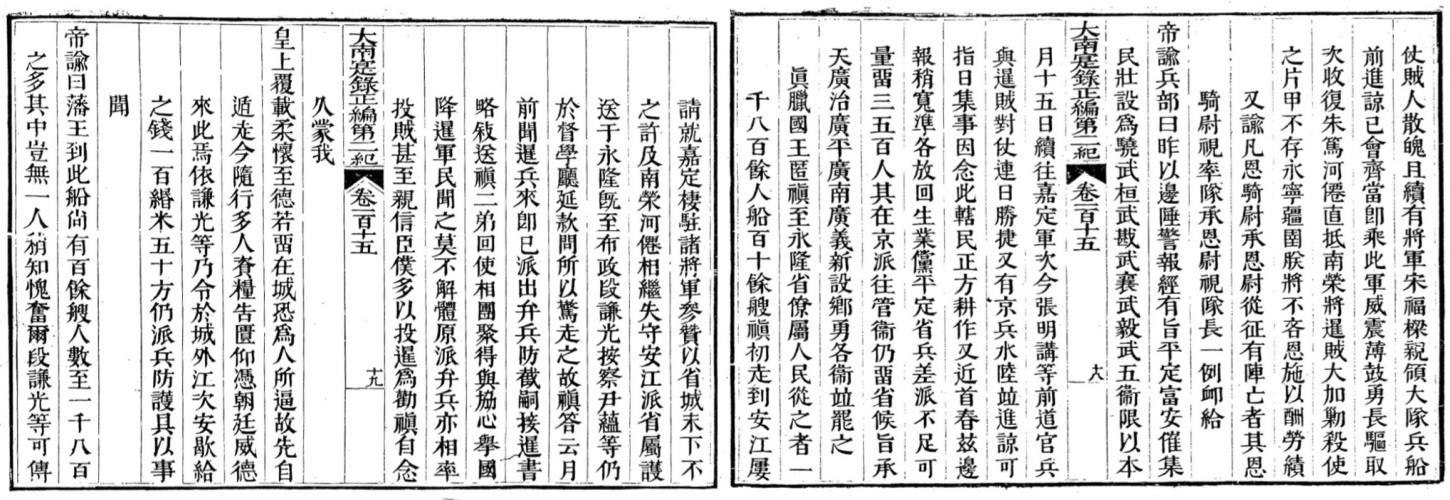
Đại Nam thực lục viết về việc vua Ang Chan II của Campuchia sang tỉnh Vĩnh Long Việt Nam lánh nạn quân Xiêm năm 1833, Doãn Uẩn tổ chức an cư cho vua Ang Chan.

Tháng 10 âm năm 1833, quân Xiêm tấn công Đại Nam theo lời cầu viện của Lê Văn Khôi. Các tỉnh Vĩnh Long, Định Tường, An Giang và Hà Tiên nhanh chóng thất thủ. Tuy nhiên, cuối tháng Chạp cùng năm, quân Đại Nam do Trương Minh Giảng và Nguyễn Xuân tới An Giang đánh úp đạo quân Xiêm do Phi Nhã Chất Tri (tức Chao Phraya Bodin Decha), sau đó thừa thắng truy kích sang tận biên giới Xiêm. Ông ở lại Vĩnh Long, thực hiện chính sách "Hòa hợp bộ lạc, củng cố bờ cõi lâu dài" của vua Minh Mạng để vỗ yên dân chúng sau cơn loạn lạc chiến tranh.
Tháng 10 âm năm 1833, vua Cao Miên Nặc Ông Chân (Ang Chan II) bỏ thành Nam Vang, chạy sang Nam Kỳ lánh nạn quân Xiêm, vì thành Phiên An (Gia Định) đang trong tay quân Lê Văn Khôi, nên vua Ang Chan cùng triều đình Cao Miên về Vĩnh Long tá túc. Ông cùng bố chính Đoàn Khiêm Quang tổ chức đón tiếp và lo an cư cho vua Ang Chan ở thành Vĩnh Long. Đại Nam thực lục chính biên, chépː Quốc vương Chân lạp là Nặc Chân đến tỉnh Vĩnh Long, bọn quan lại thuộc hạ và dân chúng đi theo Nặc Chân có đến hơn 1800 người, thuyền hơn 110 chiếc. Trước đây, Nặc Chân đã chạy đến An Giang nhiều lần xin trú ngụ ở Gia Định, nhưng các tướng quân và tham tán cho rằng tỉnh thành chưa hạ được nên chưa cho. Kịp khi Nam Vang và Hà Tiên nối nhau thất thủ, An Giang mới phái thuộc viên ở tỉnh hộ tống bọn Nặc Chân sang Vĩnh Long. Khi đã đến Vĩnh Long, bọn bố chính Đoàn Khiêm Quang và án sát Doãn Uẩn, mở tiệc thết đãi ở dinh đốc học, có hỏi duyên cớ tại sao sợ hãi phải chạy. Chân đáp rằng: tháng trước, nghe tin quân Xiêm kéo đến, liền phái binh biền đi phòng ngự…
Tháng giêng năm Giáp Ngọ (1834), ông theo lệnh vua Minh Mạng hộ tống vua Ang Chan về nước sau thắng lợi ở trận Thuận Cảng(Vàm Nao)-Cổ Hỗ (nay là chợ Thủ, xã Long Điền A, huyện Chợ Mới) tháng chạp năm trước. Đầu tháng 7 năm Giáp Ngọ (1834), ông được triều về kinh, bổ làm Lang trung bộ Hình. Cũng trong thời gian đó, Nông Văn Vân, anh vợ của Lê Văn Khôi, bấy giờ là Tri châu Bảo Lạc, cũng nổi dậy ở Bảo Lạc, mở rộng địa bàn chiếm cứ khắp vùng Hà Giang, Tuyên Quang, Thái Nguyên, Cao Bằng, Lạng Sơn. Doãn Uẩn được bổ làm Án sát Thái Nguyên, cùng Nguyễn Đình Phổ và Nguyễn Công Trứ mang quân đi trấn áp. Tháng 10 năm đó, quân nổi dậy bị trấn áp thu hẹp vùng kiểm soát. Ông ở lại Thái Nguyên vỗ yên dân ở các vùng Chợ Mới, Bạch Thông, Chợ Rã..., sau đó trược triệu hồi về Kinh vào tháng 2 năm Bính Thân (1836).
Tháng 7 âm lịch năm Ất Mùi, Minh Mạng thứ 16 (1835), Doãn Uẩn dâng sớ tâu lên vua đề xuất việc điều chỉnh hành chính tỉnh Thái Nguyên, chia tách phủ Phú Bình (với 9 châu, huyện) thành 2 phủ Phú Bình và Tòng Hóa, và đã được vua Minh Mạng chuẩn y cho thi hành. Đại Nam thực lục chép: “Đặt thêm phủ Tòng Hóa thuộc Thái Nguyên. Bọn quan tỉnh là Lê Trường Danh và Doãn Uẩn tâu nói: “Tỉnh hạt nguyên có 2 phủ Thông Hóa và Phú Bình. Phủ Thông Hóa thống trị 2 huyện châu, mà phủ Phú Bình thống trị đến 9 huyện châu. Vậy xin trích 4 huyện Định Châu, Văn Lãng, Phú Lương và Đại Từ đặt làm phủ Tòng Hóa. Còn 5 huyện Tư Nông, Bình Toàn, Võ Nhai, Phổ Yên, Động Hỷ vẫn làm phủ Phú Bình... Phủ lỵ Tòng Hóa đặt ở làng Trung Khảm thuộc Định Châu. Phủ lỵ Phú Bình đặt ở làng Triều Dương huyện Tư Nông...” Vua y lời tâu.”
Sau khi về Kinh, ông được thăng Hữu Thị lang bộ Lại. Tháng 8 năm đó, ông được đổi sang làm Hữu Thị lang bộ Hình, đến tháng 11 lại được đổi làm Tả Thị lang bộ Hộ và được điều ra Bắc nhậm chức Kinh lược Phó sứ, Thự Tuần phủ quan phòng Hưng Yên để giải quyết việc quan hệ với Công giáo.

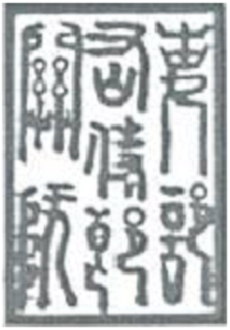
Dấu ấn triện Lại bộ hữu thị lang quan phòng (吏部右侍郎關防) kích cỡ 21x33, đóng dưới cột chữ Lại bộ hữu thị lang thần Doãn Uẩn (吏部右侍郎臣尹蘊).

Đầu năm 1837, ông nhậm chức Kinh lược phó sứ Thanh Hóa, phụ trách đạo Nông Cống, cùng Kinh lược sứ Trương Đăng Quế và Phó sứ khác là Nguyễn Đăng Giai, tham gia đánh dẹp cuộc nổi dậy của Lê Duy Hiển, bắt được thủ lĩnh quân nổi dậy là Lê Yên, chia lại ruộng đất ổn định hành chính, quản lý chặt chẽ vùng nông thôn Thanh Hóa.
Năm 1838 ông được vua Minh Mạng cho giữ nguyên ấn Hưng Yên Tuần phủ quan phòng và được thăng lên Tổng đốc Định-Yên, kiêm Tuần phủ Hưng Yên.
Đầu năm 1839, ông lãnh chức Khâm sai, cùng Thự Tả Tham tri bộ Lễ là Tôn Thất Bạch và Bố chính Quảng Nam là Vương Hữu Quang, đi duyệt tuyển dân đinh các tỉnh Thừa Thiên, Quảng Trị, Quảng Bình, Quảng Nam, Quảng Ngãi.

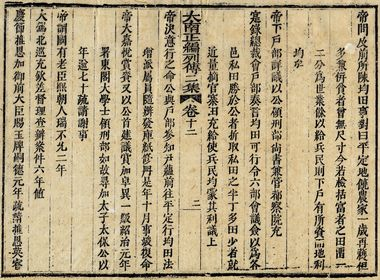
Vũ Xuân Cẩn và Doãn Uẩn (tham tri bộ Hộ, 戶部參知尹蘊) thực hiện quân điền (均田) ở Bình Định (平定) năm 1839.

Tháng 7 năm Kỷ Hợi (1839), ông cùng Thượng thư Võ Xuân Cẩn vào tỉnh Bình Định, làm sổ địa bạ, hoạch định quân điền (quân bình điền địa), phân cấp ruộng công.

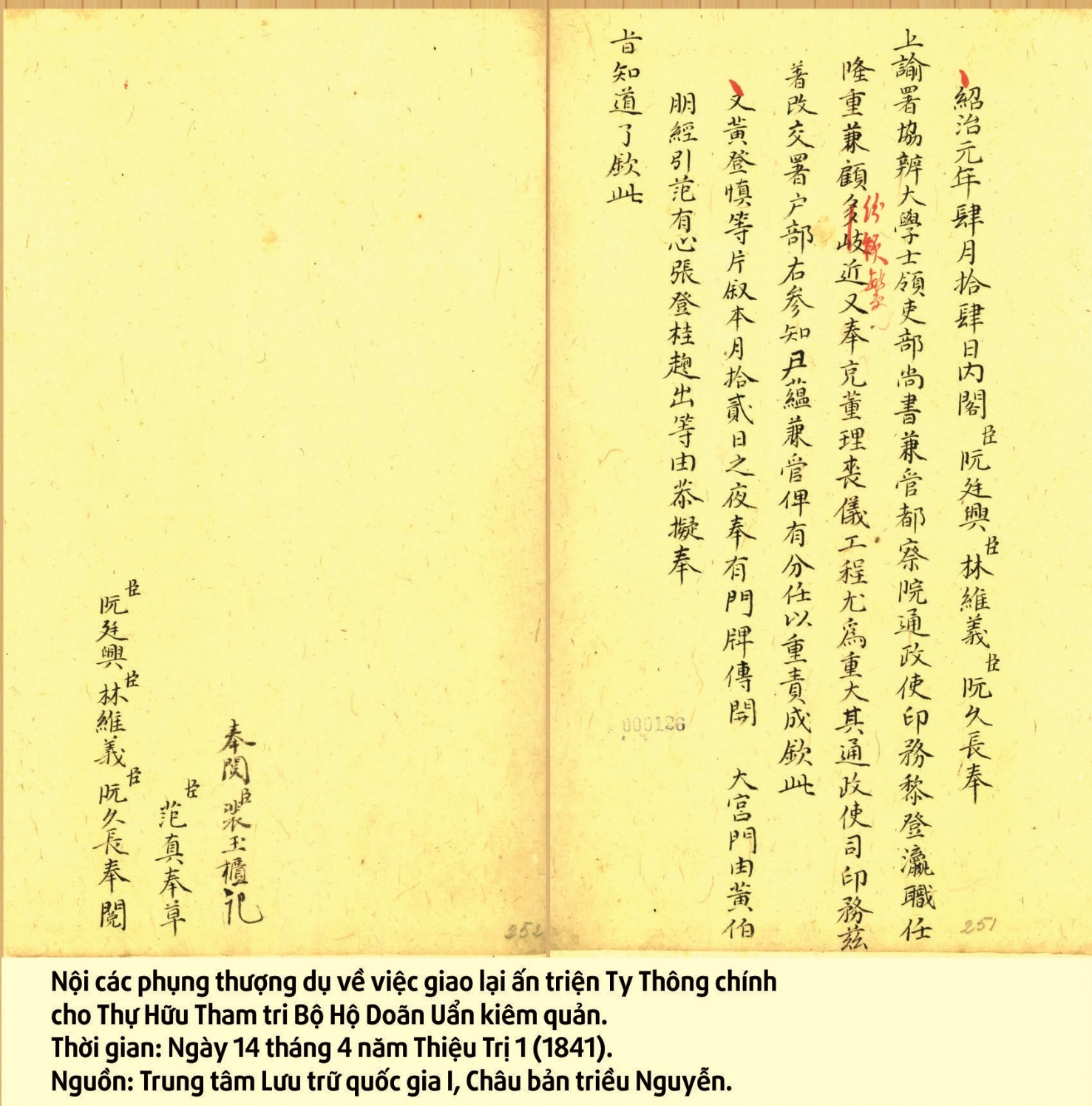
Lệnh của vua Thiệu Trị giao việc giữ ấn triên Ty Thông chính cho Doãn Uẩn.

### Hoạt động ở Cao Miên
Năm 1840 ông được cử làm Phó Khâm sai đại thần tại Trấn Tây. Tại đây, ông góp phần định lại các loại thuế, ổn định đời sống nhân dân, giữ yên biên cương Tây Nam.
Tháng 7 đến tháng 12 năm 1840 ông được cử làm Bang biện đại thần Trấn Tây, cùng Hiệp tán Cao Hữu Dực coi giữ thành Trấn Tây. Đến khi vua Minh Mạng mất, vua Thiệu Trị đăng quang đã quyết định bỏ thành Trấn Tây rút quân về nước, thì ông được gọi về kinh và thăng chức Hữu Tham tri bộ Hộ. Đến tháng 5 năm 1844, ông lại được cử vào Nam Kỳ giữ chức Tuần phủ An Giang thay cho Nguyễn Công Trứ. Trong thời gian này, ông cùng Tổng đốc Nguyễn Văn Chương đã dâng sớ xin vua cho nhân dân 6 tỉnh Nam Kỳ được miễn các loại thuế trong vòng một năm, lược bỏ các thủ tục thanh tra bất hợp lý.
Năm 1845, ông cùng Tổng đốc Nguyễn Văn Chương dâng sớ tâu trình tình hình ở Trấn Tây: hoàng thân Cao Miên sang cầu cứu nhà Nguyễn, đề nghị triều đình cử đại thần giải quyết dứt điểm việc Cao Miên. Triều đình cử Tổng đốc Nguyễn Văn Chương làm Khâm sai quân thứ đại thần, cùng Tuần phủ Doãn Uẩn, Đề đốc Nguyễn Văn Hoàng dẫn quân sang cứu viện Cao Miên.

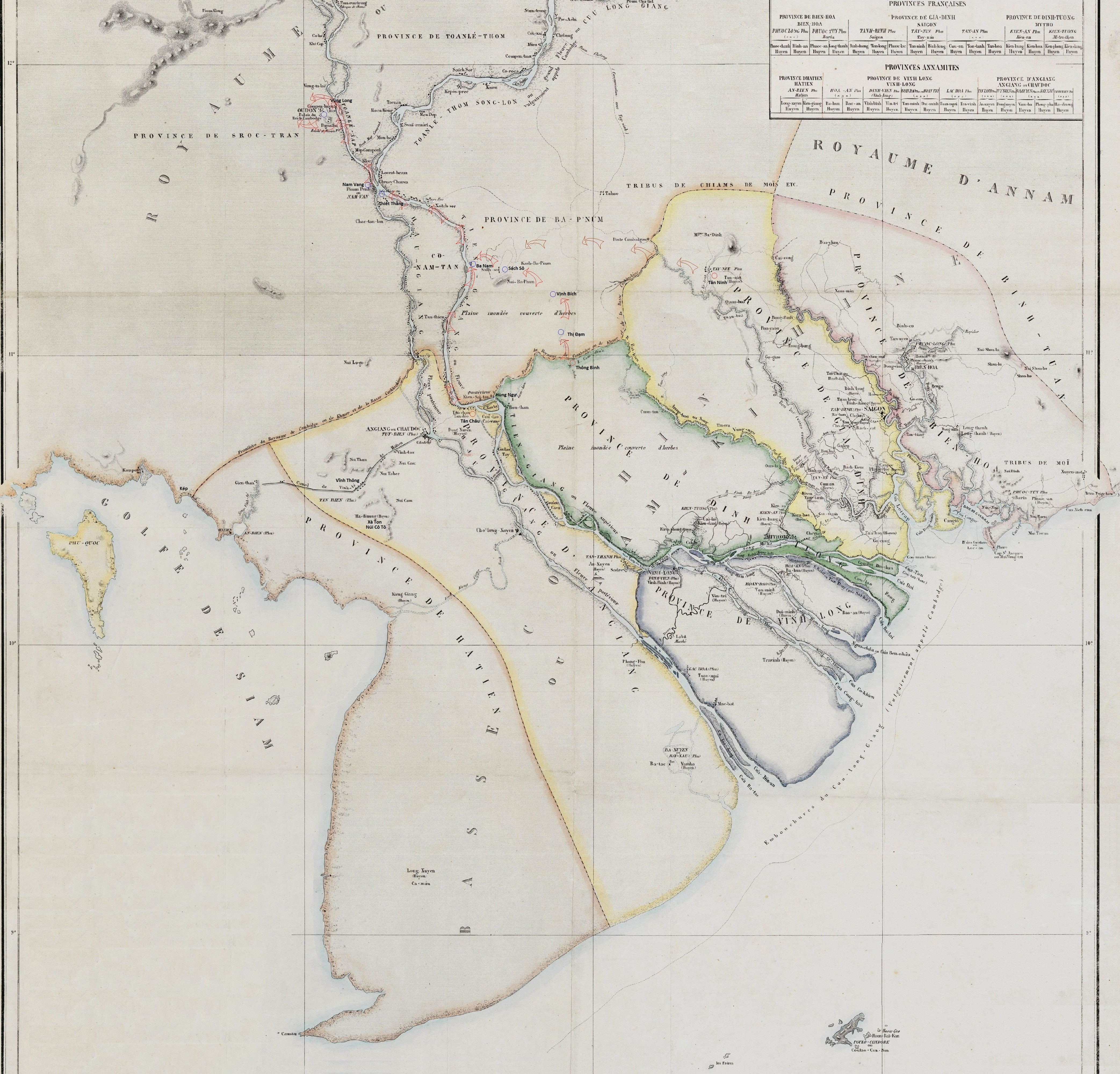
Bản đồ diễn biến phần sau (từ tháng 6 đến tháng 12 năm 1845) của chiến tranh Việt-Xiêm (1841-1845). Doãn Uẩn chỉ huy cánh quân tiên phong ở giữa từ đồn Thông Bình, tiến đánh các đồn Thị Đạm, Vịnh Bích, Sách Sô, hội quân ở Ba Nam, đánh tan cứ điểm Thiết Thằng, tiến chiếm Nam Vang và bức vây Oudong từ phía Vũng Long (Compong Luong).

Quân Nam nhanh chóng hạ các đồn quân Cao Miên của Ang Duong ở khoảng biên giới, thừa thắng tấn công các đồn Sách Sô, Thiết Thằng, vây hãm Oudong, buộc quân Xiêm của Chao Phraya Bodin Decha phải xin giảng hòa, rút quân về nước. Quốc vương Cao Miên là Ang Duong phải dâng thư xin tạ tội và thần phục nhà Nguyễn. Cuối 1846, sau nhiều lần trì hoãn quân Xiêm cũng phải lui binh về Battambang.
Đầu năm 1847, Ang Duong phải cho sứ thần sang kinh đô Huế triều cống, vua Thiệu Trị phong cho Ang Duong làm Cao Miên quốc vương, Ang Mey làm Cao Miên quận chúa. Đến tháng 3, vua hạ chiếu cho Bảo hộ Cao Miên tại Trấn Tây là Võ Văn Giải (Vũ Văn Giải) rút hết quân về nước đóng tại An Giang để nghỉ ngơi.
Sau khi quân Trấn Tây rút về nước, vua sai ông cùng các tướng lĩnh khác kinh lý 6 tỉnh Nam Kỳ. Tới tháng 6 năm Đinh Mùi (1847), ông được thăng Thượng thư Bộ Binh kiêm Đô ngự sử và Tổng đốc An-Hà, hàm chính Nhị phẩm, được phong tử tước hiệu Tuy Tĩnh.

Bản đồ 2 tỉnh An Giang và Hà Tiên của nhà Nguyễn, thời kỳ Doãn Uẩn làm Tuần phủ An Giang (1844-1847) và Tổng đốc An Giang-Hà Tiên (1847-1850).

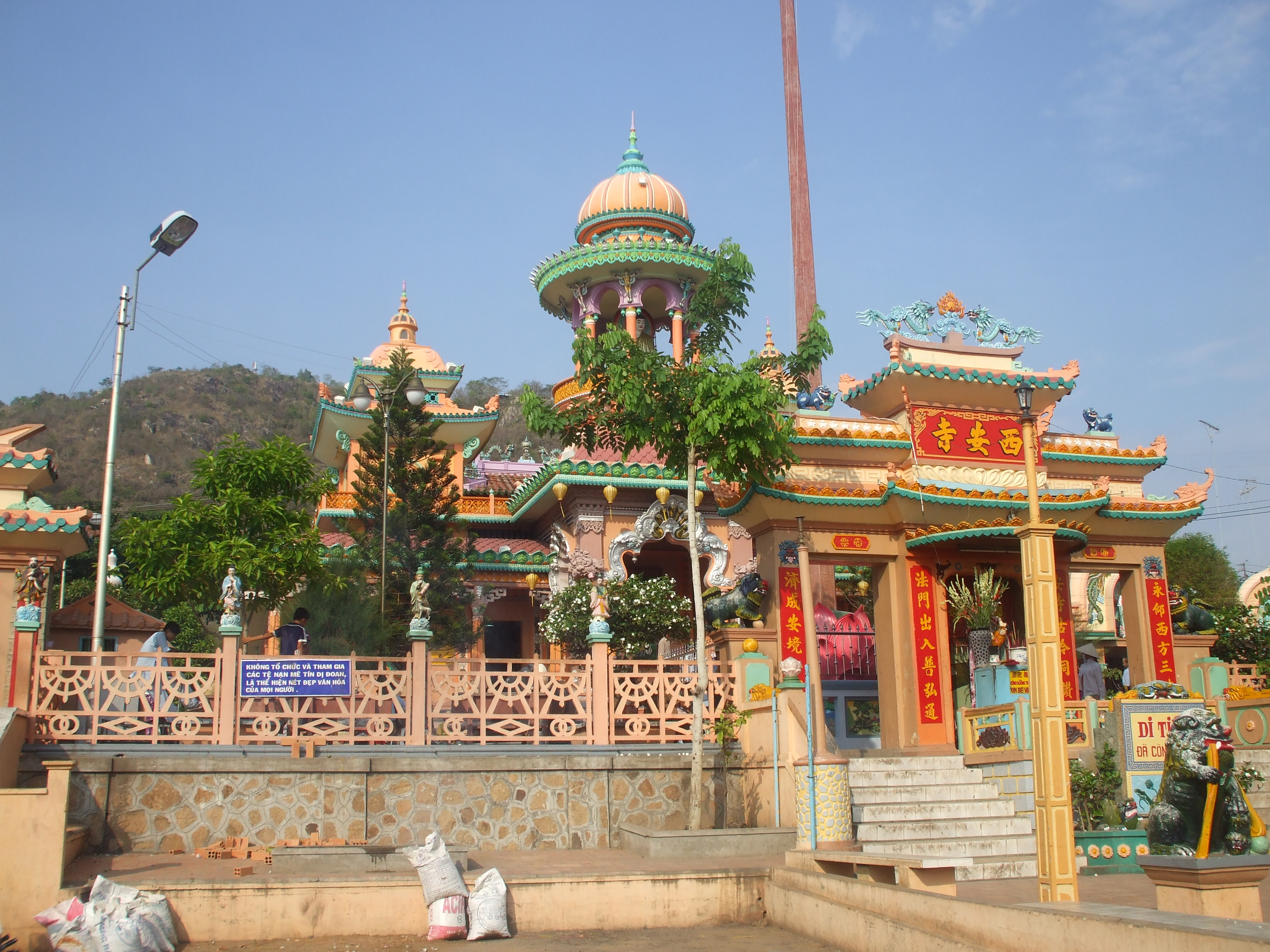
Kiến trúc hiện qua nhiều đời trùng tu của Chùa Tây An, ngôi chùa mà Doãn Uẩn từng cho xây dựng lần đầu vào năm 1847, tại núi Sam Châu Đốc An Giang.

## Vinh danh

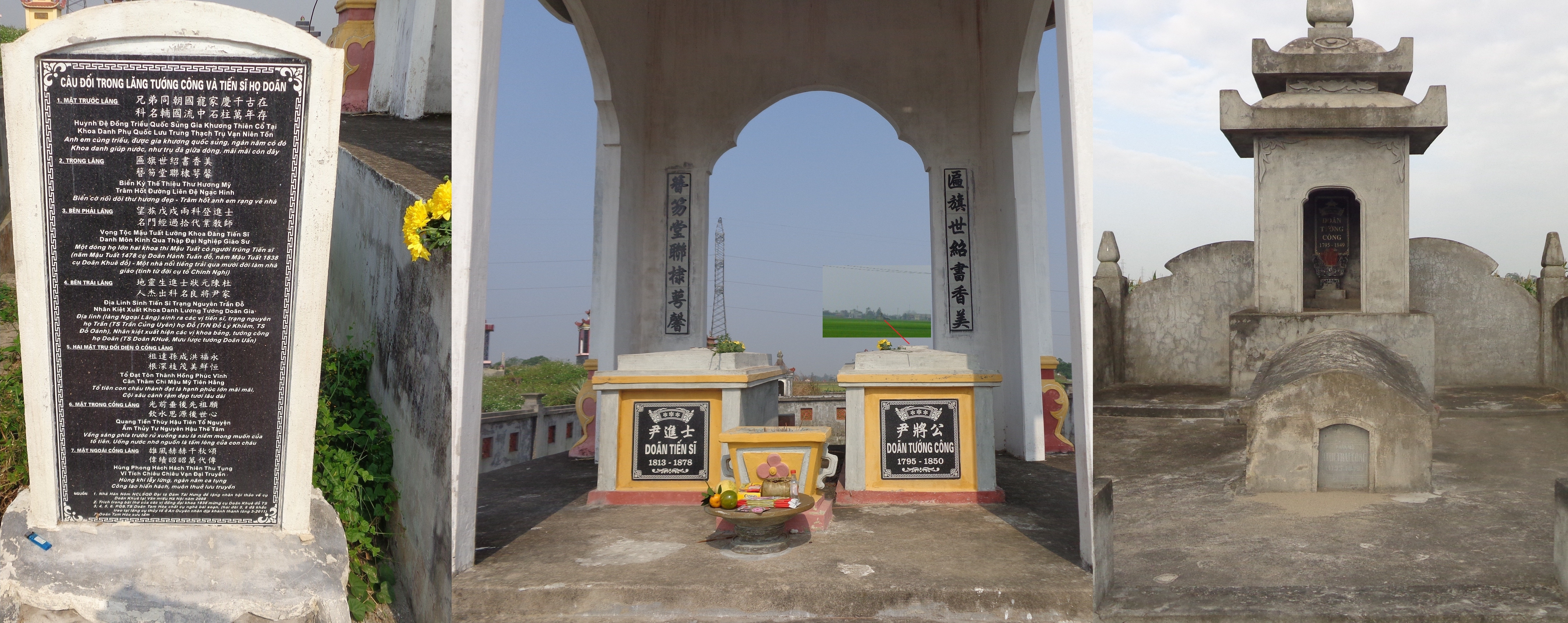
Lăng và mộ của An Tây mưu lược tướng Doãn Uẩn.

Tháng 7 năm Đinh Mùi (1847), vua Thiệu Trị cho đúc 12 cỗ thần công: 3 cỗ thần công thượng tướng quân, 9 cỗ thần công đại tướng quân. Ông được phong hiệu là An Tây mưu lược tướng, và được khắc tên vào cỗ đại tướng quân thứ nhất Thần uy phục viễn đại tướng quân. Cùng thời gian này, Doãn Uẩn đứng ra xây dựng chùa Tây An tại chân núi Sam ở Châu Đốc An Giang. Cuối năm 1847, vua Thiệu Trị băng, vua Tự Đức lên nối ngôi, ông về kinh dự lễ an táng vua ở Xương Lăng.
Tháng 6 âm năm 1849, vua Tự Đức chuẩn y cho khắc bia ghi công các tướng thắng trận ở Trấn Tây, đặt tại Võ miếu Huế, (tiếp nối chỉ dụ dựng bia võ công An tây năm 1847 chưa kịp thực hiện của tiên đế Thiệu Trị), tên của ông được ghi hàng thứ 3/6 người gồm: Vũ Văn Giải, Nguyễn Văn Chương Doãn Uẩn, Đoàn Văn Sách, Nguyễn Văn Hoàng, Tôn Thất Nghị.

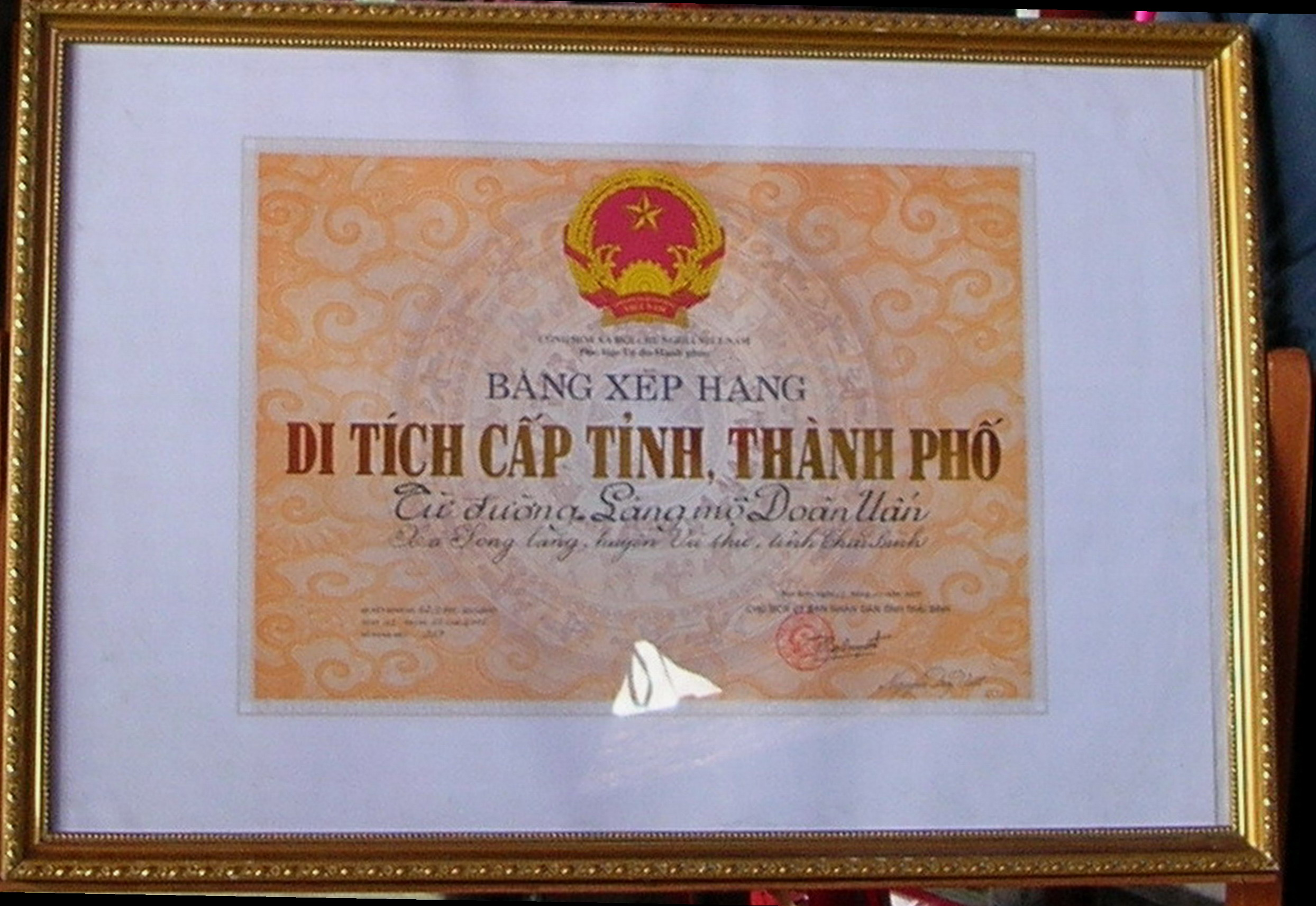
Bằng công nhận di tích lịch sử (cấp tỉnh) cho từ đường và lăng mộ An tây mưu lược tướng Doãn Uẩn

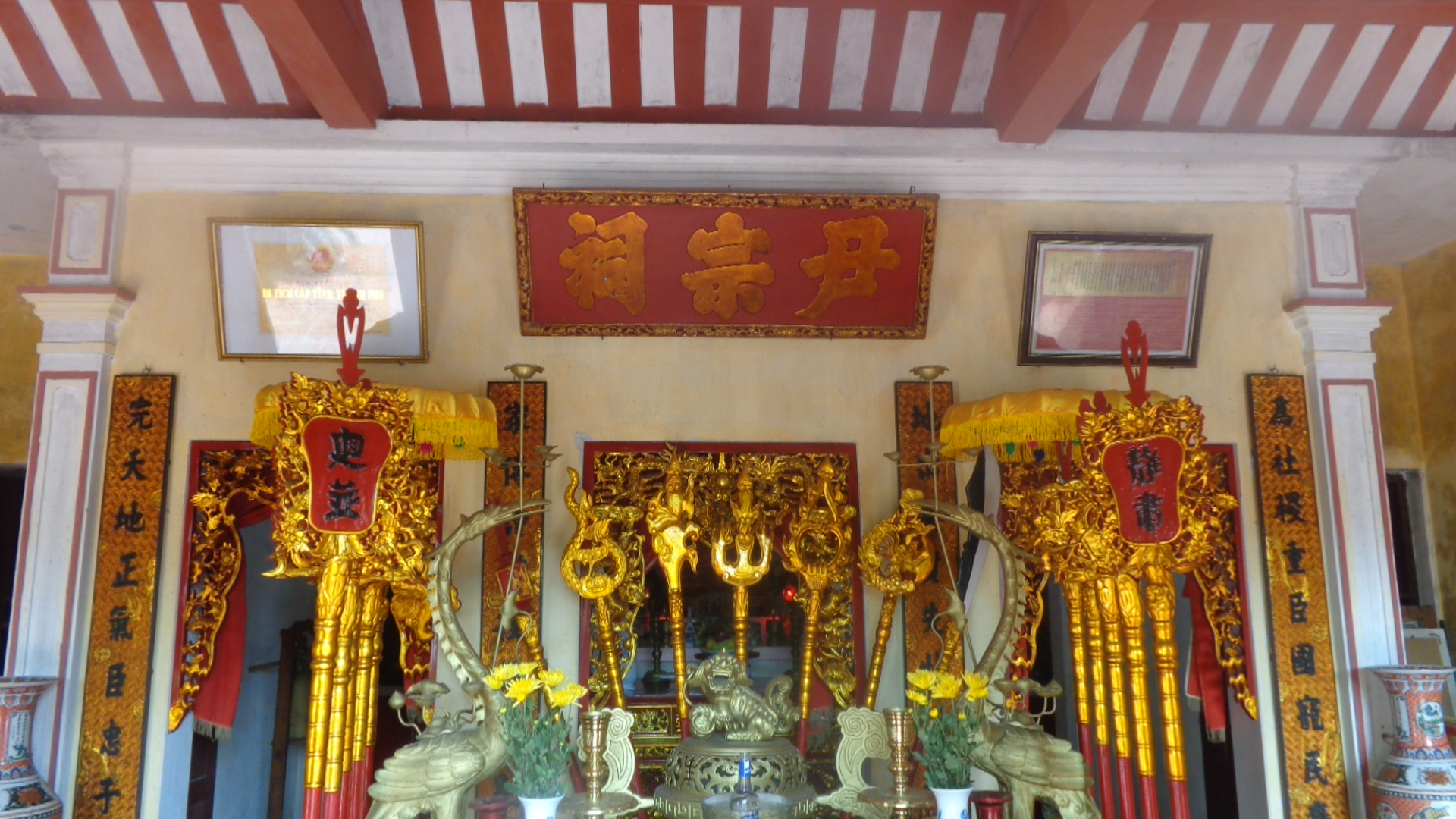
Từ đường Doãn Uẩn ở thôn Hội (làng Ngoại Lãng) xã Song Lãng huyện Vũ Thư tỉnh Thái Bình.

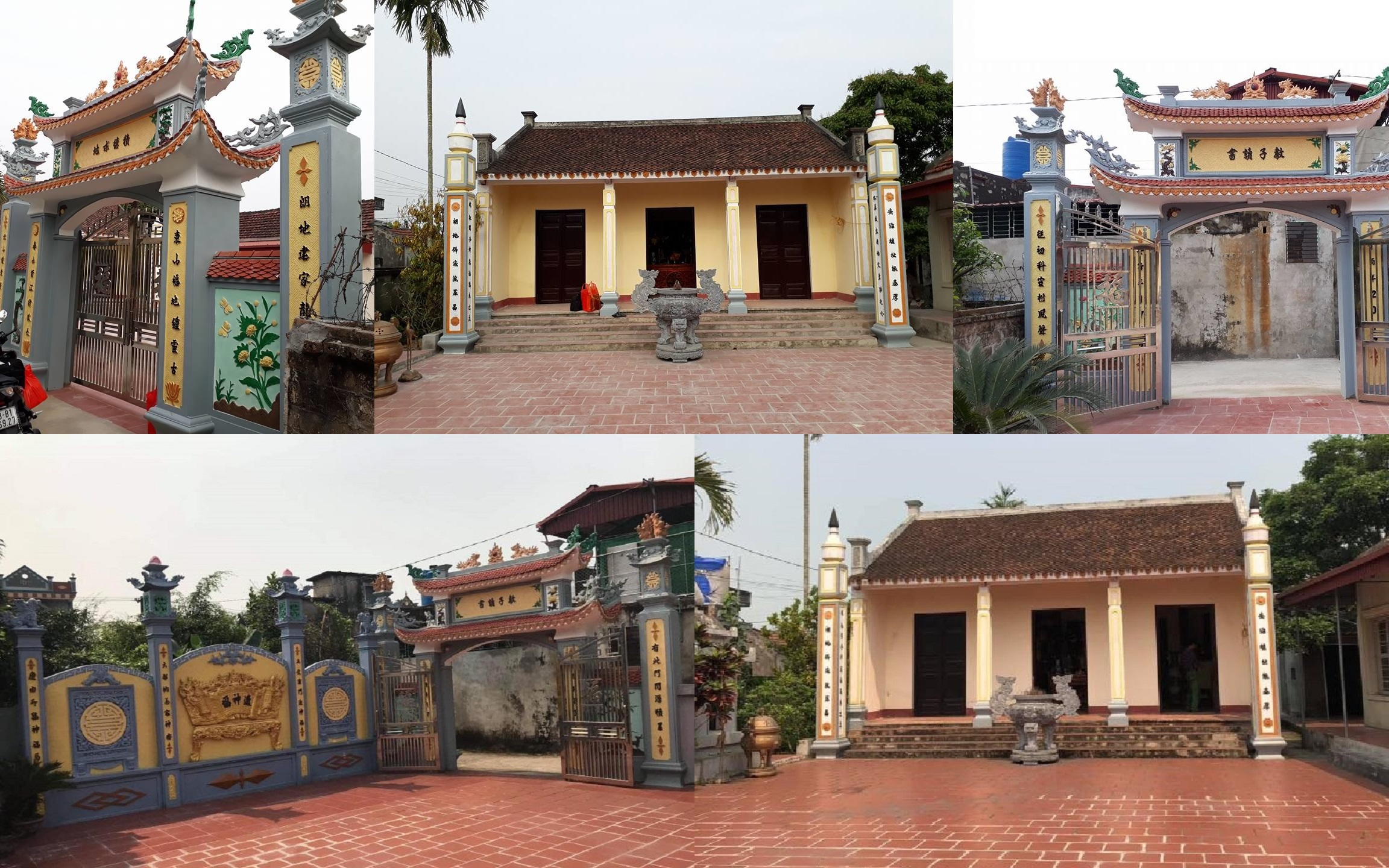
Từ đường Doãn Uẩn (Temple of Doãn Uẩn).

Ngày 21 tháng 11 âm lịch năm Kỷ Dậu (tức 3 tháng 1 năm 1850), ông bệnh mất tại An Giang, thọ 56 tuổi. Linh cữu ông được đưa về an táng tại quê nhà. Sau khi mất ông được truy tặng hàm Hiệp biện Đại học sĩ và bài vị của ông được vua cho đặt ở đền Hiền Lương cùng với 39 danh thần nhà Nguyễn khác.
Tại phường Tiền Phong thành phố Thái Bình tỉnh Thái Bình có một con đường rộng 8m dài 360 m, nối giữa đường Lý Bôn với đường Nguyễn Doãn Cử, được đặt tên là đường Doãn Uẩn, nằm cạnh bến xe khách Hoàng Hà. Đường Doãn Uẩn thành phố Thái Bình, được đặt tên theo quyết định của Ủy ban nhân dân tỉnh Thái Bình ra ngày 9 tháng 9 năm 2003, cùng với đường Doãn Khuê thành phố Thái Bình. Tháng 12 năm 2013, Hội đồng Nhân dân và Ủy ban Nhân dân thành phố Đà Nẵng đã quyết định lấy tên Doãn Uẩn đặt cho một con đường mới xây dựng tại khu dân cư Nam Tiên Sơn mở rộng, thuộc phường Khuê Mỹ quận Ngũ Hành Sơn. Đường Doãn Uẩn ở Đà Nẵng là đoạn đường hình chữ L, nối ra đường Lê Văn Hiến (đường Doãn Uẩn nằm ở phía tây đường này), đầu kia nối với tuyến đường mà sau đó được đặt tên là đường Đảo Đá Bắc. Đường Doãn Uẩn tại Đà Nẵng có chiều dài 350m..
Quyết định số 23 ngày 5 tháng 1 năm 2017 của Ủy ban nhân dân tỉnh An Giang đã lấy tên Doãn Uẩn đặt cho con đường dẫn lên cầu Cồn Tiên tại thành phố Châu Đốc. Đường Doãn Uẩn thành phố Châu Đốc năm tại phường Châu Phú A, dài 440m, lòng đường rộng 12m, bắt đầu từ đường Cử Trị lên cầu Cồn Tiên.

## Con ruột
Con cả của ông là Doãn Chính (尹正) sau này làm Tri phủ Phú Bình tỉnh Thái Nguyên, chống giặc cờ thủ hạ của Ngô Côn, tàn quân Thái Bình Thiên Quốc ở Trung Quốc kéo sang vây hãm thành Phú Bình trong 3 tháng. Sau vì hết lương, Doãn Chính phải tự vẫn. Vua Tự Đức xuống chiếu ban khen và truy tặng hàm Thị độc học sĩ.. Sách Thái Bình phong vật chí chépː sau khi ông tuẫn tiết, quân triều đình nhà Nguyễn đánh và thu lại được phủ thành Phú Bình, Nguyễn Tri Phương khi đó đang là Kinh lược đại thần ở Bắc Kỳ đến tận phủ thành Phú Bình lập đàn tế, bài văn tế có câuː遠不愧古人, 近不愧名臣之後, 下則為河岳, 上則為日星之光。Viễn bất quý cố nhân, cận bất quý danh thần chi hậu, Hạ tắc vi hà nhạc, thượng tắc vi nhật tinh chi quang. (Xa không thẹn với cổ nhân, gần không thẹn là con danh thần, Sống với đời ví như sông núi, thác về trời sánh tựa ánh dương dạng ngời.)

## Tác phẩm
Trong hầu hết sự nghiệp của mình, ông được biết như là một văn tướng. Tuy nhiên, xuất thân dòng danh sĩ, ông cũng để lại một số tác phẩm có giá trị lịch sử và văn học như:
- Trấn Tây kỷ lược (鎮西紀略), quyển sách này, nhiều lần được các học giả nổi tiếng về Nam Bộ như Sơn Nam dùng làm nguồn trích dẫn. Như trong cuốn Đồng Bằng Sông Cửu Long, tả về việc canh tác lúa nước ở Nam Bộ, Sơn Nam trích dẫn đoạn: "Việc làm ruộng lúa đơn giản, phát cho lau sậy ngã rạp, cào cỏ hai ba lần rồi cấy, không cần phí sức nhiều. Như đã cấy rồi thì không cần phải trông nom tới, cũng khỏi lo thiếu nước." [28] Trấn Tây kỷ lược còn được dẫn khi viết về nhạc tài tử Nam Bộ: “...duy tính nhân dân thích ca vũ, không ngày nào không”. Doãn Uẩn còn gọi vùng đất này là “đất múa hát”.

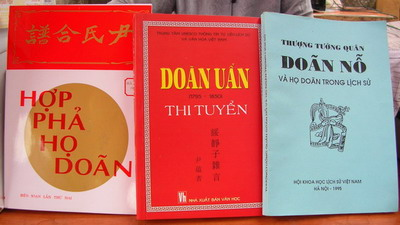
Các sách về truyền thống họ Doãn, trong đó Doãn Uẩn thi tuyển là một tuyển tập thơ được biên soạn và biên dịch từ tập Tuy Tĩnh tử tạp ngôn của ông.

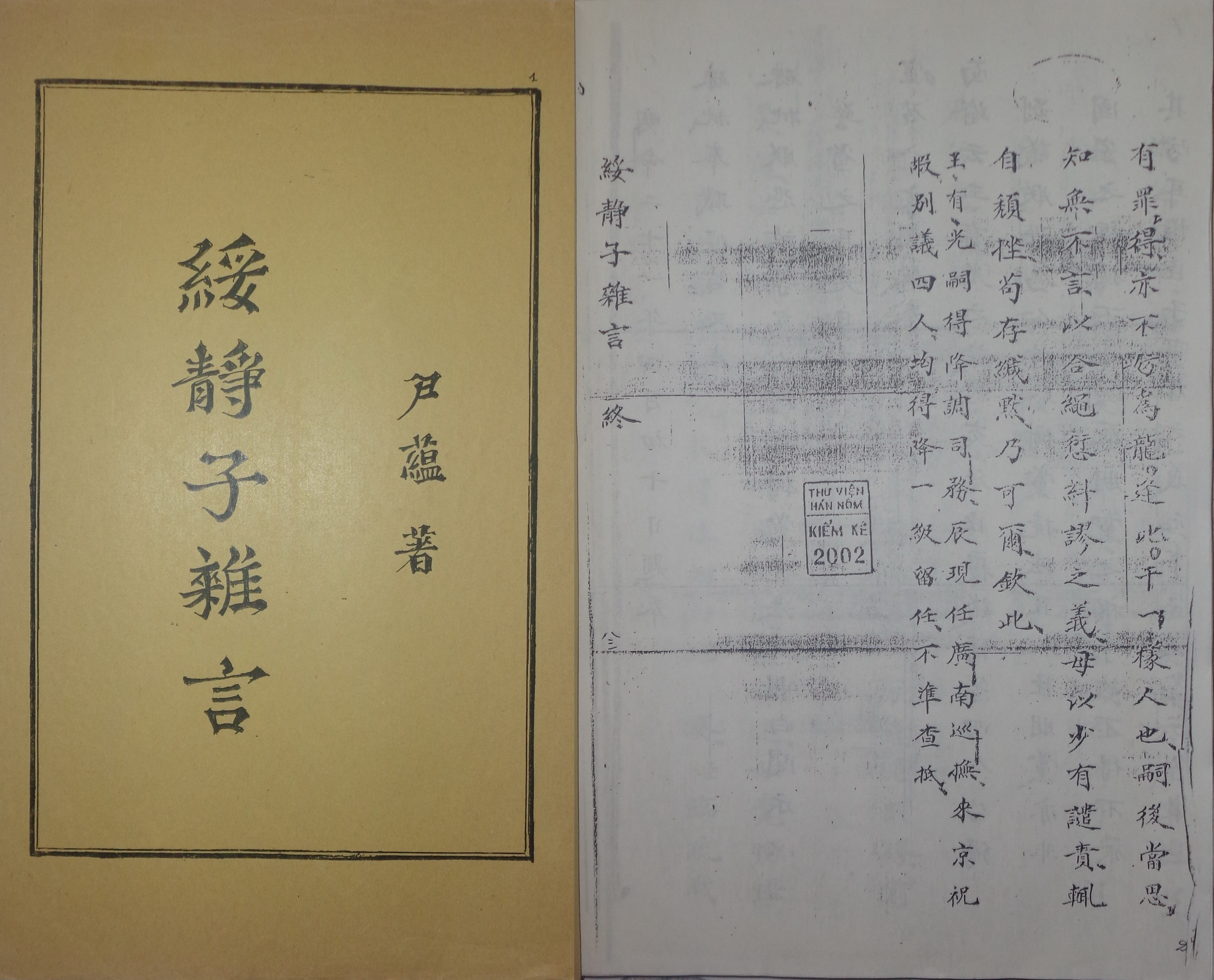
Sách Tuy Tĩnh tử tạp ngôn, của Doãn Uẩn (1785-1850) (bút tích của Doãn Uẩn).

- Tuy Tĩnh tử tạp ngôn (尹蘊蓍,綏靜子雜言)

### Bình thơGiang Thành dạ cổ
Trích Tuy Tĩnh tử tạp ngôn của An Tây mưu lược tướng Doãn Uẩn:
Mùa thu năm ngoái, ta vâng kiếm lệnh của nhà vua đi dẹp giặc cỏ ở nơi sơn cùng thủy tận, nhân đó có dịp tới Hà Tiên. Cảnh vẫn còn đó mà người xưa đâu tá? Vừa rời khỏi yên ngựa, áo vẫn nồng khói đạn, lòng vẫn nặng trĩu gươm lệnh, chưa kịp nhắp chén rượu tẩy trần, ta đã hạ lệnh cho tướng sĩ mau dâng lên Hà Tiên thập cảnh đề của cố Mạc tướng công...
Mùa thu, nửa đêm, trời không trăng sao...Ta quên ăn quên ngủ đọc liền một mạch. Mắt có nhìn thấy cảnh vật đâu, nhưng qua thơ Mạc tướng công, cảnh vật cứ như hiển hiện trước mắt mình. Bây giờ là nửa đêm chăng, ta không nhớ kỹ nữa vì thơ và rượu làm người say ngầy ngật, ta đương trầm ngâm đọc "Trống đêm ở Giang Thành" của Mạc tướng công trong thư phòng của chính người xưa. Cũng chính bấy giờ, từ đồn Giang Thành, trống quân báo giặc tới bỗng thúc lên từng hồi... Ta vốn cúc cung tận tụy vì mệnh vua, vội tiếc rẻ gài thơ hay vào bao gươm lệnh, rồi cùng tướng sĩ lên mình ngựa xông pha vào chốn lằn tên mũi đạn mà dẹp tan bọn giặc cỏ ngu si mê cuồng...
...Tiệc rượu khao quân cử ngay trước trận, ngay bên gò đống xác giặc. Tướng sĩ nói:
- Rượu ngon. Giá có đồ nhắm thì tuyệt...
Sực nhớ, ta cười ha hả, rút bài thơ hay trong bao gươm lệnh ra sang sảng nói: 
- Thức nhắm đây.
Rồi sang sảng đọc lớn bài "Trống đêm ở Giang Thành" của Mạc tướng công. Tướng sĩ ngồi im phăng phắc lặng nghe quên cả rượu trước mắt và "đồ nhắm" ở đâu đâu.
Đọc xong, ta nói: thơ hay phải nói cái thực, đã là thực thì thành thơ hay ngay! Đó, ta và các người, những cái thực, đang là bài thơ hay mà người xưa miêu tả...
Giới thiệu đoạn văn trên, nhà văn Trần Thanh Giao viết: 
Có lẽ không có lời phẩm bình nào về thơ Mạc Thiên Tích độc đáo như lời phẩm bình này !